# کلارنه
کلارنه (به سوئدی: Kälarne) یک منطقهٔ مسکونی در سوئد است که در بخش برککه واقع شده‌است. کلارنه ۱٫۴۵ کیلومتر مربع مساحت و ۴۵۱ نفر جمعیت دارد.